# Одна любовь на миллион
«Одна́ любо́вь на миллио́н» — российский кинофильм, вышедший на экраны 5 апреля 2007 года, снятый в эклектичном жанре, смешивающем элементы криминальной комедии, мелодрамы и музыкального фильма.
Фильм был достаточно высокобюджетным, однако на его рекламную компанию была выделена ограниченная сумма менее двух миллионов рублей. В прокате картина провалилась.

## Сюжет
Действие фильма происходит в «лихие девяностые». Герои картины — продавец-меломан Митяй с питерского рынка и гостиничная валютная проститутка Аня, независимо друг от друга, соглашаются принять участие в криминальной авантюре: он — чтобы выручить друга, она — чтобы заработать. Митяй должен сыграть роль лоха-посредника в получении миллиона фальшивых долларов, а Аня — секретарши в подставном офисе. Участники аферы планируют использовать главных героев «в тёмную», после чего — «убрать».
При передаче денег Аня использует необходимый ей в работе по «основной специальности» детектор валюты и обнаруживает фальшивку. Заказчики нервничают, в результате неумелого выстрела Митяя из взятого с собой на всякий случай пистолета начинается взрыв и пожар, ранее незнакомые Аня и Митяй убегают из офиса с сумкой фальшивых денег (рецензент «Искусства кино» фиксирует в этом месте «киноляп», перед взрывом деньги были разложены на столе и времени сложить их обратно ни у кого не было).
Пройдя через множество опасных приключений, связанных с попытками обменять фальшивые деньги на настоящие и спастись от преследующих их бандитов, герои обретают любовь.

## Персонажи
Митяй (которого исполняет Руслан Курик, известный как участник «Фабрики звёзд») изображён высокопарным идеалистом, изъясняющимся цитатами из любимых рок-поэтов, но при этом стремящийся «замутить» музыкальный магазинчик на Невском.
Аня демонстрирует «наивную душу чуть порочного ангела», голосовые интонации в стиле Ренаты Литвиновой, и подбирает на своём пути «плохо лежащие» сумочки с настоящими или фальшивыми деньгами, проявляя заботу об их будущем материальном благополучии.
Персонажи фильма отличаются наивной прямолинейностью характеров, все они, кроме идеалиста Митяя часто используют в своей речи русский мат.

## Художественные особенности
Фильм отличает обилие крупных планов, серо-чёрная гамма и некрасивые виды, возможно, являющиеся стилизацией под раннеперестроечное кино (чернуху), а также множество сцен снятых сверху. Фильм смешивает эстетику криминальной комедии с множеством кровавых подробностей с мелодраматическим сюжетом и большим количеством музыки, а также разговоров о ней, что сближает картину с музыкальным кино. Сцены спасения героев из смертельно опасных ситуаций решаются в традициях «рояля в кустах» и нередко содержат в себе откровенные киноляпы, что порой превращает фильм в подобие кинофантастики. Сюжет перегружен большим количеством деталей. Киновед О. П. Зиборова, резюмируя опубликованную в журнале Искусство кино рецензию, пишет:

…авторы фильма как будто хотели объять необъятное, слегка коснуться всех существующих на свете проблем. Тут и предательство друга-философа, считающего, что «каждый носит на себе рюкзак с говном. Кто сбросил, тот разбогател». Тут и видеоцитаты из порнофильмов. Тут и любовь под грибным кайфом. Тут и извечная конкуренция Москвы и Питера <…> В итоге фильм расползается по швам и собрать его содержимое в единое целое никак не получается. <…> фильм, терпящий катастрофу ещё на сценарном уровне, наверное, вряд ли можно было спасти, но есть подозрение, что никто и не пытался этого сделать.

## В ролях
| Актёр              | Роль           |
| ------------------ | -------------- |
| Руслан Курик       | Митяй Петров   |
| Ангелина Миримская | Анна           |
| Дмитрий Марьянов   | Котик          |
| Елена Морозова     | Рита           |
| Владимир Симонов   | Арон Мелькумов |
| Сергей Астахов     | Ларри          |
| Александр Берда    | Степаныч       |
| Александр Карамнов | Иван           |
| Григорий Сиятвинда | Максимка       |
| Андрей Краско      | Суровцев       |
| Андрей Леонов      | Волобуев       |
| Юрий Сафаров       | Хамид          |

## Музыка
В фильме звучит музыка таких музыкантов и коллективов, как The Cure, Дэвид Боуи, Брайан Ино, King Crimson, Джон Кейл, Жанна Агузарова, Мистер Малой, Технология, Центр, Стук бамбука в XI часов. Звучит в ней и песня «Алексеев» Василия Шумова. Саундтрек был издан компанией Снегири-музыка.

## Рецензии
- Ольга Зиборова. Рояль в кустах. «Одна любовь на миллион», режиссер Владимир Щегольков // Искусство кино. — 2007. — Апрель (№ 04). — С. 55-57. Архивировано 7 ноября 2017 года.
- Роман Волобуев. Рецензия на фильм Одна любовь на миллион ***. afisha.ru (9 апреля 2007). Дата обращения: 3 ноября 2017. Архивировано 7 ноября 2017 года.
- Мария Кувшинова. Одна любовь на миллион - Рецензия ***. Time Out. Архивировано 7 ноября 2017. Дата обращения: 3 ноября 2017.
- Лидия Маслова. Любовь и Боуи // Коммерсантъ С-Петербург. — 2007-09-04. — С. 3. Архивировано 7 ноября 2017 года.